# Aradeo
Aradeo est une commune italienne d'environ  9 850 habitants (2021) de la province de Lecce, dans la région des Pouilles. Située dans le centre et le sud de Salento, elle est à 30 km de la capitale et à 18 km de la mer Ionienne.

## Géographie

### Territoire
Le territoire de la municipalité de Aradeo s'étend sur environ 8 km2 dans la partie centre-sud de la péninsule de Salento. Au pied des hauteurs modestes des serres salage à 78 m au-dessus du niveau de la mer, Aradeo a une morphologie plane. 
Il est bordé au nord par la commune de Galatina, à l'est par la municipalité de Cutrofiano, au sud par la municipalité de Neviano, à l'ouest par la municipalité de Seclì. L'agro aradeino est cultivé principalement d'oliviers et de vignobles, qui produisent d'excellents vins et huiles. Le climat est doux en hiver, chaud et humide en été.

### Climat
La plus proche station météorologique est celle de Lecce Galatina. Sur la base de la référence moyenne de 30 années (1971-2000), la température moyenne du mois le plus froid, janvier, est d'environ 8,6 °C, tandis que celle du mois le plus chaud, août, est d'environ 25,2 °C. Les précipitations annuelles moyennes, qui sont d'environ 639 mm, ont un minimum au printemps-été et un pic à l'automne-hiver. 

## Administration
| Période                                  | Période  | Identité                | Étiquette       | Qualité |
| ---------------------------------------- | -------- | ----------------------- | --------------- | ------- |
| mai 2007                                 | mai 2012 | Daniele Antonio Perulli | (liste civique) |         |
| mai 2012                                 | En cours | Daniele Antonio Perulli | (liste civique) |         |
| Les données manquantes sont à compléter. |          |                         |                 |         |

### Communes limitrophes
Cutrofiano, Galatina, Neviano, Seclì.